# Leopoldo Jiménez
Leopoldo Jiménez (22 de maio de 1978) é um ex-futebolista venezuelano que atuava como meia.

## Carreira
Leopoldo Jiménez integrou a Seleção Venezuelana de Futebol na Copa América de 1999, 2001 e 2004.